# Riksdagen 1675
Riksdagen 1675 hölls i Uppsala.
Kallelsen till riksdag utfärdades den 18 juni 1675, samma dag som slaget vid Fehrbellin. Ständerna samlades i Uppsala i mitten av augusti och mottog kungens proposition på Uppsala slott den 26 augusti. Till ridderskapet och adelns talman (lantmarskalk) utsågs Gustaf Duwall. Prästeståndets talman var ärkebiskopen Laurentius Stigzelius, och dess vice talman var biskopen i Linköping, Johannes Elai Terserus. Borgarståndets talman var justitieborgmästaren i Stockholm Olof Thegner och bondeståndets talman var bonden Johan Persson från Simtuna härad i Uppland.